# Гот-Спрінгс (округ, Арканзас)
34°19′07″ пн. ш. 92°57′14″ зх. д. / 34.318611111111° пн. ш. 92.953888888889° зх. д.
Округ Гот-Спрінгс (англ. Hot Spring County) — округ (графство) у штаті Арканзас. Ідентифікатор округу 05059.

## Історія
Округ утворений 1829 року.

## Демографія
За даними перепису 2000 року 
загальне населення округу становило 30353 осіб, зокрема міського населення було 9243, а сільського — 21110.
Серед мешканців округу чоловіків було 14826, а жінок — 15527. В окрузі було 12004 домогосподарства, 8840 родин, які мешкали в 13384 будинках.
Середній розмір родини становив 2,94.
Віковий розподіл населення поданий у таблиці:
| Стать    | До 15 років | 15-21 | 22-29 | 30-39 | 40-49 | 50-65 | 65-85 | Понад 85 |
| -------- | ----------- | ----- | ----- | ----- | ----- | ----- | ----- | -------- |
| Чоловіки | 3164        | 1447  | 1430  | 1992  | 2166  | 2571  | 1890  | 166      |
| Жінки    | 3118        | 1332  | 1393  | 2000  | 2267  | 2690  | 2345  | 382      |

## Виноски
1. ↑  U.S. Decennial Census. United States Census Bureau. Архів оригіналу за 26 квітня 2015. Процитовано 26 серпня 2015.
2. ↑  Historical Census Browser. University of Virginia Library. Архів оригіналу за 11 серпня 2012. Процитовано 26 серпня 2015.
3. ↑  Forstall, Richard L., ред. (27 березня 1995). Population of Counties by Decennial Census: 1900 to 1990. United States Census Bureau. Архів оригіналу за 24 вересня 2015. Процитовано 26 серпня 2015.
4. ↑  Census 2000 PHC-T-4. Ranking Tables for Counties: 1990 and 2000 (PDF). United States Census Bureau. 2 квітня 2001. Архів оригіналу (PDF) за 18 грудня 2014. Процитовано 26 серпня 2015.
5. ↑  State & County QuickFacts. United States Census Bureau. Архів оригіналу за 7 червня 2011. Процитовано 21 травня 2014.(англ.) Наведено за англійською вікіпедією.
6. ↑  American FactFinder. Бюро перепису населення США. Архів оригіналу за 21 травня 2008. Процитовано 31 січня 2008.

| США | Це незавершена стаття з географії США. Ви можете допомогти проєкту, виправивши або дописавши її. |